# Арбитман, Роман Эмильевич
Роман Эмильевич Арбитман (7 апреля 1962, Саратов — 18 декабря 2020, там же) — русский прозаик, писатель-фантаст, литературный критик, педагог.

## Биография
Родился в семье искусствоведа Эмилия Николаевича Арбитмана. Окончил филологический факультет Саратовского государственного университета (1984). В 1984—1987 годах работал учителем в Аряшской средней школе Новобурасского района области, в 1987—1989 годах — корректором в издательстве Саратовского университета. Как литературный критик выступал с конца 1980-х годов, публиковался в «Заре Молодёжи», в которых сделал первые шаги и вёл постоянную рубрику «Теория Невероятности», «Литературной газете», «Книжном обозрении», «Сегодня», «Литератор» (Санкт-Петербург), в «толстых» журналах «Урал», «Волга», «Новый мир», «Знамя» и др., занимаясь преимущественно фантастической и детективной литературой. Андрею Немзеру такая узкая направленность кажется недостатком: «Уверен, что поступись Роман Арбитман своими „фантастико-детективными“ принципами, его роль в критике была бы весьма весомой».
Выступил с мистификационными статьями о подмене фантаста Александра Казанцева его соавтором Иосифом Шапиро и о том, что фантаст Иван Ефремов был английским шпионом.
Публиковался под несколькими псевдонимами. Под псевдонимом доктор Рустам Станиславович Кац выпустил монографию-мистификацию «История советской фантастики» (1993). Эта псевдомонография ввела в заблуждение социолога Леонида Фишмана, который в своей книге «Фантастика и гражданское общество» (2002) ссылается на неё как на серьёзный научный труд. Под именем Эдуард Бабкин написал несколько повестей в жанре железнодорожных детективов. Для публикаций в прессе использовал псевдонимы Аркадий Данилов и Андрей Макаров.
Под псевдонимом Лев Гурский писал в основном иронические детективные романы. Как вспоминал Арбитман, «Гурский родился на свет потому, что критику Арбитману — и читателю Арбитману тоже — не хватало в российском детективе иронического триллера наподобие „Проклятого изумруда“ Дональда Уэстлейка».
Романы Гурского делятся на два основных цикла — «лаптевский» и «штерновский» — по имени главных героев — соответственно сотрудника ФСБ Максима Лаптева и частного детектива Якова Штерна, специализирующегося на делах, связанных с издательским и книготорговым бизнесом. В 1999 году по книге «Перемена мест» был снят телесериал «Досье детектива Дубровского», при этом имя главного героя книги — Штерн — изменено на Дубровского. В двух повестях Гурского героем является фармацевт Дмитрий Курочкин, при этом действие происходит в той же реальности, что и в двух основных циклах. Роман Гурского «Пробуждение Дениса Анатольевича» по фабуле примыкает к «президентскому» циклу, но Максима Лаптева в нём нет.
Кроме того, в 2009 году в волгоградском издательстве «ПринТерра» вышла альтернативно-историческая книга Льва Гурского «Роман Арбитман. Биография второго президента России». Издание, в оформлении которого были использованы элементы оформления классических советских книжных серий «Жизнь замечательных людей» (ЖЗЛ), «Библиотека приключений», «Библиотека приключений и научной фантастики», «Литературные памятники», «Библиотека пионера и школьника», «Библиотечка военных приключений», стало поводом для судебного иска к «ПринТерре» со стороны издательства «Молодая гвардия», которое потребовало уничтожить тираж и выплатить миллион рублей в качестве компенсации за неправомерное использование товарного знака. Суд постановил, что волгоградское издательство должно выплатить московскому 30 тысяч рублей.
В 2012 году Арбитман выиграл суд против писателя Александра Амусина, который оставил оскорбительный комментарий к статье Арбитмана на сайте газеты «Наша версия». В 2014 году был уволен из «Саратовской областной газеты», по его словам — под давлением «сверху», за критику творчества министра культуры Владимира Мединского.
С октября 2014 по март 2017 вёл еженедельную программу «В гостях у сказки» на Интернет-телеканале ОКТВ в Саратове.
Член Союза российских писателей (с 1993 года) и Академии современной российской словесности (с 1997 года), лауреат нескольких литературных премий. Входит в редакционный совет журнала «Шалтай-Болтай». В 2012—2013 годах вёл колонку в журнале «Мир фантастики».
Роман Арбитман — прототип одного из персонажей трилогии Юлия Буркина и Сергея Лукьяненко «Остров Русь», «безумного учёного» Манарбита.
18 декабря 2020 года Арбитман скончался от осложнений, вызванных коронавирусной инфекцией (COVID-19). Церемония прощания прошла 21 декабря в зале Ритуального дома на Старом Елшанском кладбище. Похоронен на Еврейском кладбище Саратова.

### Роман Арбитман
- Живём только дважды (сборник статей). — 1991.
- Участь Кассандры (сборник статей). — 1993.
- Поединок крысы с мечтой: о книгах, людях и около того (сборник статей) — М.: Время, 2007. — 416 с. — ISBN 978-5-9691-0260-6
- Злобный критик (сборник статей). — 2009
- Антипутеводитель по современной литературе. 99 книг, которые не надо читать. — М.: Центрполиграф, 2014. — 352 с. — ISBN 978-5-227-05129-5
- Серийные любимцы. 105 современных сериалов, на которые не жаль потратить время. — М.: Центрполиграф, 2016. — 416 с. — ISBN 978-5-227-06591-9
- Субъективный словарь фантастики — М.: Время, 2018. — 480 с. — ISBN 978-5-9691-1751-8

### Рустам Станиславович Кац
- 1993 — История советской фантастики (монография-мистификация)
- 2008 — Взгляд на современную русскую литературу (сборник статей)

### Лев Гурский
В скобках указан главный герой.
- 1994 — Опасность (роман, Лаптев)
- 1994 — Убить президента (роман, Лаптев)
- 1994 — Перемена мест (роман, Штерн)
- 1996 — Поставьте на чёрное (роман, Штерн)
- 1997 — Яблоки раздора (повести «Яблоки раздора» и «Игра в гестапо»), Курочкин)
- 1998 — Спасти президента (роман, Лаптев)
- 2004 — Траектория копья (роман, Штерн)
- 2005 — Никто, кроме президента (роман, Лаптев)
- 2006 — А вы — не проект? (рассказы, эссе, статьи и рецензии)
- 2007 — Наше всё — всё наше. Под колпаком у Яши и Максима: русско-еврейские расследования в мире книг (сборник пьес)
- 2008 — Есть, господин президент (роман, Лаптев)
- 2009 — Пробуждение Дениса Анатольевича (роман)
- 2009 — 500 спойлеров. Мировое приключенческое кино в буквах (сборник статей)
- 2009 — Роман Арбитман. Биография второго президента России (биография-мистификация)
- 2010 — Союз писателей Атлантиды (сборник статей)
- 2011 — Пирог с казённой начинкой (сборник статей)
- 2012 — Попались (сборник рассказов)
- 2013 — Чучеверсия (сборник статей)
- 2014 — До свидания, Валерий Васильевич (роман)
- 2014 — АНТИпутеводитель по современной литературе. 99 книг, которые не надо читать (сборник статей)
- 2019 — Корвус Коракс (роман)
- 2020 — Министерство справедливости (роман)

## Награды
- 1993 — премия «Интерпресскон» за лучшее литературно-критическое произведение
- 1993 — премия «Бронзовая улитка» за лучшее литературно-критическое произведение
- 1994 — премия «Странник» в номинации «публицистика»
- 1994 — премия «Бронзовая улитка» за лучшее литературно-критическое произведение
- 1994 — премия «Интерпресскон» за лучшее литературно-критическое произведение

## Экранизации
- 1999 — Досье детектива Дубровского — 18-серийный сериал по мотивам романа «Перемена мест»